# Joseph Anthony Pepe
Joseph Anthony Pepe (Filadelfia, 18 giugno 1942) è un vescovo cattolico statunitense, dal 28 febbraio 2018 vescovo emerito di Las Vegas.

## Biografia
Monsignor Joseph Anthony Pepe è nato a Filadelfia, Pennsylvania, il 18 giugno 1942 ed è uno dei due figli di Francis Pepe ed Elvira (nata Fazio). È stato battezzato nella chiesa di San Francesco di Sales.

### Formazione e ministero sacerdotale
Ha frequentato le scuole elementari cattoliche. Nel 1960 si è diplomato alla Roman Catholic High School di Filadelfia. È poi entrato nel seminario "San Carlo Borromeo" di Wynnewood dove ha studiato filosofia e teologia.
Il 16 maggio 1970 è stato ordinato presbitero per l'arcidiocesi di Filadelfia dal cardinale John Joseph Krol. I suoi primi incarichi sono stati quelli di vicario cooperatore nella parrocchia della Madonna di Loreto a Filadelfia e di insegnante presso la "Cardinal O'Hara High School" di Springfield, svolti dal 1970 al 1972. È stato poi inviato a Roma per studi. Nel 1976 ha conseguito il dottorato in diritto canonico presso la Pontificia università "San Tommaso d'Aquino". Tornato in patria è stato difensore del vincolo presso il tribunale metropolitano di Filadelfia dal 1976 al 1986, giudice prosinodale dal 1977 al 1987, professore di diritto canonico al seminario "San Carlo Borromeo" di Wynnewood dal 1986 al 1990, vice cancelliere arcivescovile dal 1986 al 1990, cancelliere arcivescovile dal 1990 al 1992 e parroco della parrocchia di San Giustino a Narberth dal 1992 al 1993. Durante il suo mandato nella cancelleria è stato vice promotore per la causa di beatificazione di Katharine Mary Drexel. Il 29 maggio 1991 è stato nominato prelato d'onore di Sua Santità. Su richiesta speciale dell'arcivescovo di Santa Fe Michael Jarboe Sheehan, nel 1993 è stato inviato nella sua arcidiocesi per servire come vicario giudiziale. Nell'aprile del 1998 è stato nominato cancelliere arcivescovile, moderatore della curia e vicario episcopale per i sacerdoti dell'arcidiocesi.

### Ministero episcopale
Il 6 aprile 2001 papa Giovanni Paolo II lo ha nominato vescovo di Las Vegas (oggi arcidiocesi). Ha ricevuto l'ordinazione episcopale il 31 maggio successivo nella cattedrale dell'Angelo Custode a Las Vegas dall'arcivescovo metropolita di San Francisco William Joseph Levada, co-consacranti l'arcivescovo metropolita di Santa Fe Michael Jarboe Sheehan e il vescovo coadiutore di Dallas Joseph Anthony Galante. Durante la stessa celebrazione ha preso possesso della diocesi.
Nell'aprile del 2012 ha compiuto la visita ad limina.
Ha fatto parte del consiglio di amministrazione dell'Università Cattolica d'America a Washington.
Il 28 febbraio 2018 papa Francesco ha accettato la sua rinuncia al governo pastorale della diocesi per raggiunti limiti di età.

## Genealogia episcopale
La genealogia episcopale è:
- Cardinale Scipione Rebiba
- Cardinale Giulio Antonio Santori
- Cardinale Girolamo Bernerio, O.P.
- Arcivescovo Galeazzo Sanvitale
- Cardinale Ludovico Ludovisi
- Cardinale Luigi Caetani
- Cardinale Ulderico Carpegna
- Cardinale Paluzzo Paluzzi Altieri degli Albertoni
- Papa Benedetto XIII
- Papa Benedetto XIV
- Papa Clemente XIII
- Cardinale Bernardino Giraud
- Cardinale Alessandro Mattei
- Cardinale Pietro Francesco Galleffi
- Cardinale Giacomo Filippo Fransoni
- Cardinale Carlo Sacconi
- Cardinale Edward Henry Howard
- Cardinale Mariano Rampolla del Tindaro
- Cardinale Rafael Merry del Val
- Cardinale Giovanni Vincenzo Bonzano
- Arcivescovo Edward Joseph Hanna
- Arcivescovo John Joseph Cantwell
- Arcivescovo Joseph Thomas McGucken
- Cardinale Timothy Manning
- Cardinale William Joseph Levada
- Vescovo Joseph Anthony Pepe